# Base aérienne 211 Telergma
La base aérienne 211 Telergma était une base de l'Armée de l'air française, située à 10,3 km au sud de Constantine en Algérie.

## Historique
Cette base fut rétrocédée à l'Algérie après l'indépendance.
De nos jours, la plateforme constitue l'aéroport international Mohammed-Boudiaf.